# Unblessing the Purity
Unblessing the Purity – minialbum szwedzkiej deathmetalowej grupy Bloodbath, który ukazał się 10 marca 2008 roku nakładem Peaceville.
Płyta została nagrana w czerwcu 2007 roku w Örebro w studiu Fascination Street, a wyprodukowana przez Davida Castillo (współproducenta m.in. The Great Cold Distance Katatonii). W tym samym studiu powstał również album Bloodbath Nightmares Made Flesh, wydany w 2004 roku.
Unblessing the Purity to pierwsze wydawnictwo zespołu nagrane z Perem Erikssonem z 21 Lucifers (dołączył do Bloodbath w 2008 roku). W składzie grupy znalazł się również ponownie Mikael Åkerfeldt, który nie brał udziału w powstaniu Nightmares Made Flesh.
Okładkę zaprojektował Dusty Peterson, który wygrał zorganizowany przez Bloodbath konkurs.

## Lista utworów
| Nr | Tytuł utworu              | Słowa   | Muzyka           | Długość |
| -- | ------------------------- | ------- | ---------------- | ------- |
| 1. | „Blasting the Virginborn” | Renkse  | Renkse           | 3:32    |
| 2. | „Weak Aside”              | Nyström | Nyström          | 4:14    |
| 3. | „Sick Salvation”          | Renkse  | Eriksson         | 3:21    |
| 4. | „Mouth of Empty Praise”   | Renkse  | Eriksson, Renkse | 4:31    |
|    |                           |         |                  | 15:38   |

## Twórcy
- Mikael Åkerfeldt – śpiew
- Anders Nyström – gitara
- Per Eriksson – gitara
- Jonas Renkse – gitara basowa
- Martin Axenrot – perkusja

## Wydania
Opracowano na podstawie materiału źródłowego.
| Rok wydania | Format | Numer katalogowy | Wytwórnia  | Uwagi                                                                                          |
| ----------- | ------ | ---------------- | ---------- | ---------------------------------------------------------------------------------------------- |
| 2008        | CD     | CDVILED240       | Peaceville | Limitowana edycja 2000 egzemplarzy.                                                            |
| 2009        | LP     | VILELP269        | Peaceville | Limitowana edycja 2000 numerowanych egzemplarzy (10-calowa płyta gramofonowa, czerwony winyl). |